# Roseland (California)
Roseland è un census-designated place degli Stati Uniti d'America, nello stato della California, nella Contea di Sonoma. Al censimento del 2010 contava 6 325 abitanti.
Il territorio del centro abitato è posto all'interno della città di Santa Rosa e presenta un unicum urbano. La cittadina è caratterizzata da un alto tasso di criminalità.